# Калькар, Герман Мориц
Ге́рман Мо́риц Калька́р (дат. Herman Moritz Kalckar, 26 марта 1908 г., Копенгаген — 17 мая 1991 г., Кембридж) — биохимик, основные научные работы посвящены изучению окислительного фосфорилирования, обмена галактозы, ферментов нуклеотидного обмена, биохимической генетики человека и микроорганизмов.

## Биография

### Происхождение
Герман Мориц Калькар родился 26 марта 1908 года в Копенгагене, в семье датских евреев среднего класса. Его мать, Розали Мельхиор Калькар, хорошо знала французскую, немецкую и датскую литературу, а его отец, Людвиг Калькар, будучи бизнесменом, увлекался театром и музыкой. Младший брат Германа, Фриц Калькар, был одаренным физиком, коллегой и преемником Нильса Бора. Смерть двадцативосьмилетнего Фрица Калькара в 1938 году нанесла сокрушительный удар по всей семье.

### Детство
Калькар уже в раннем детстве проявлял широкий интерес к музыке и искусству. Во многом этому способствовали его родители. От отца он унаследовал любовь к музыке, в частности, к Моцарту.
Начальное образование Герман Калькар получил в школе Остре Борджердид (, которая находилась недалеко от его дома в Копенгагене. Директором школы был известный датский филолог Йохан Гейберг. Калькар чувствовал особую благодарность к учителю физике, Г. С. Кристиансену, которого вспоминал как грозного и страстно преданного своей работе учителя.

### Семья и дети
Герман Калькар был трижды женат. Первый брак с музыкантом Вибеке Мейер закончился разводом в 1950 году. Второй раз Калькар женился на биологе Барбаре Райт. В этом браке родились Соня, Нина и Нильс. После распада второго брака, ученый сочетался браком с дизайнером интерьеров Агнетой Фридерикой Лаурсен, с которой прожил в браке до конца жизни.

## Научная деятельность
Герман Калькар окончил Копенгагенский университет в 1933 году, затем в 1934 году продолжил свою научную карьеру для получения степени доктора наук на кафедре физиологии под руководством Эйнара Ландсгаарда. Там же он знакомится с Фрицем Липманом, который тесно общался с Ландсгаардом. Липман становится наставником Калькара. С 1937 по 1939 год Герман Калькар исследует процессы окислительного фосфорилирования. В результате исследований Калькаром независимо от В. А. Белицера был сделан вывод, что образование АТФ в ходе этого процесса строго зависит от восстановления количества кислорода и не зависит от гликолиза. Важным техническим моментом экспериментов являлось использование фторида натрия, который ингибировал действие фосфатазы. В противном случае фосфатза разрушила бы АТФ и другие сложные эфиры фосфорной кислоты сразу же после их образования.
В 1939 году, получив степень доктора, Калькар был назначен научным сотрудником Рокфеллеровского университета, и в течение года проводил исследования в Калифорнийском технологическом институте, который расположен в городе Пасадина . Во время путешествия по Соединённым Штатам Герман Калькар остановился в знаменитой лаборатории Герти и Карла Кори факультета фармакологии Вашингтонского университета в Сент-Луисе, затем ставшей одним из центров «новой биохимии» в США.В Калифорнии Калькар получил возможность посетить знаменитый курс микробиологии, преподаваемый Корнелисом ван Нилем, чьи харизма и понимание единства биохимии живого, произвели глубокое впечатление на Германа Калькара. Эта встреча во многом определила его интересы в молекулярной биологии. Во время своего пребывания в Пасадине, с одобрения Лайнуса Полинга, Калькар приступил к подготовке всеобъемлющего обзора биоэнергетических процессов с акцентом на роль фосфатных эфиров в энергетической трансдукции.
В 1940 году Калькар был назначен научным сотрудником группы Кори факультета фармакологии Вашингтонского университета. Вторжение нацистов в Данию весной 1940 года сделало невозможным возвращение ученого и его жены Вибеке в Копенгаген, поэтому Калькар провел следующие три года в стимулирующей и продуктивной среде университетских работников. Совместная работа с Сидни Коловик привела к открытию в мышечных тканях фермента, названного ими миокиназой, который в настоящее время называется аденилат киназой.
В 1943 году Герман Калькар был назначен научным сотрудником Института общественного здравоохранения Нью-Йорка. Одним из плюсов новой должности была лаборатория, оснащенная редким на то время ультрафиолетовым спектрофотометром. Здесь он разработал спектрофотометрические методы исследования метаболизма нуклеозидов и нуклеотидов.
В 1946 году Герман Калькар вернулся в Копенгаген и открыл новую лабораторию при поддержке Э. Ландсгаарда и финансовой поддержки американского и датского правительства. Предметом исследований лаборатории стали химические превращения нуклеозидов и нуклеотидов. Калькар привлек для работы молодых и одаренных ученых, таких как Ганс Кленов, Моррис Фридкин, Вальтер Макнатт. Вскоре лаборатория стала ведущей в данной области исследований. В результате исследований Калькар сделал вывод, что фосфоролитическое расщепление нуклеозидов аналогично расщеплению гликогена.
В 1952 году Калькар начинает изучать метаболизм галактозы в микробах и тканях животных. Переходит в Национальный институт здоровья, сначала в качестве приглашенного, а затем и постоянного сотрудника в Национальном институте артрита и болезней обмена веществ. В 1953 году Калькар и сотрудники лаборатории привели доказательства того, что реакция превращения галактозы в глюкозу, протекающая в дрожжах Saccharomyces fragilis, катализируется уридилтрансферазой. В результате данного исследования Калькаром был разработан спектрофотометрический метод определения концентрации уридилтрансферазы в данной реакции, а также совместно с Курт Иссельбахер был создан метод распознавания галактоземии у новорожденных. Дело в том, что галактоземия проявляется в случае мутации гена, который отвечает за синтез уридилтрансферазы. Курт Иссельбахер специально разыскал Калькара, чтобы вместе исследовать эту болезнь.
В 1958 году, будучи профессором биологического факультета университета Джонса Хопкинса, Герман Калькар пишет публикацию о методе определения уровня радиохимического загрязнения пищевых продуктов. Суть метода заключалась в измерении концентрации стронция-90 в молочных зубах детей. Так Калькар пытался привлечь внимание к проблеме загрязнения среды из-за испытаний ядерного оружия. Данная идея привлекла внимание, было проведено обширное исследование молочных зубов. Стало известно, что зубы детей, родившихся в 1956 году, содержат примерно в десять раз большое количество изотопа стронция 90, чем зубы детей 1950 года рождения.
В 1961 году Калькар переезжает в Гарвардскую медицинскую школу в качестве профессора биохимии и возглавляет лабораторию биохимических исследований общеклинической больницы штата Массачусетс. Здесь он продолжил исследовать метаболизм галактозы в тканях животных, уделяя особое внимание эпимеразам. В то же время Калькара заинтересовала роль клеточной мембраны в сенсорных процессах и в клеточной сигнализации.
В 1974 году Герман Калькар ушел с поста главы лаборатории биохимических исследований, но продолжил свою работу приглашенного профессора в Хантингтонской лаборатории общеклинической больнице штата Массачусетс вплоть до 1979 года. К тому времени ученый начинает работу на химическом факультете Бостонского университета. Это назначение позволило ему проводить свои научные изыскания до самого конца своей жизни. Работа по изучению транспорта и метаболизма гексозы в нормальных и злокачественных клетках по-прежнему является актуальной в Бостонском университете. Это исследование проводилось совместно с Донной Ульрей и привело к большому числу публикаций, последняя из которых была опубликована незадолго до смерти Калькара.
Достижения Германа Калькара принесли ему широкую известность. Ученый является членом Национальной Академии Наук, Датской Королевской Академии и Американской академии искусств и науки. Имеет почетные степени в Вашингтонском, Чикагском и Копенгагенском университете.